# Ecologia populației
     În creștere (nivel ridicat de certitudine)
     În creștere (nivel scăzut de certitudine)
     Stabilă/variabilă
     În scădere
     Fără date disponibile

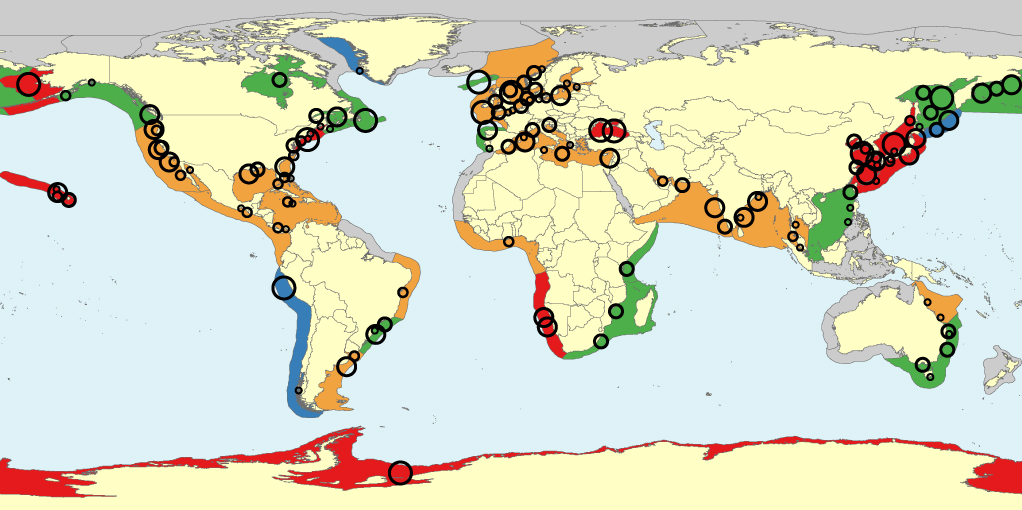
Hartă a tendințelor de populație a speciilor native și invazive de meduze în anul 2012
În creștere (nivel ridicat de certitudine)
În creștere (nivel scăzut de certitudine)
Stabilă/variabilă
În scădere
Fără date disponibile

Ecologia populației este o ramură a ecologiei care se ocupă cu dinamica populației speciilor și cu modul în care aceste populații interacționează cu mediul înconjurător, cum ar fi rata de natalitate și de mortalitate, și prin imigrație și emigrație.
Această disciplină este importantă în biologia conservării⁠(en)[traduceți], în special în dezvoltarea analizei viabilității populației⁠(en)[traduceți], care face posibilă prezicerea probabilității pe termen lung a persistării unei specii într-un anumit habitat. Deși ecologia populației este o subramură a biologiei, aceasta oferă probleme interesante pentru matematicienii și statisticienii care lucrează în dinamica populației.